# Setge de Montevideo (1811)
El primer Setge de Montevideo es va desenvolupar entre el maig i l'octubre de 1811. Les tropes de les Províncies Unides del Riu de la Plata van assetjar la ciutat de Montevideo, últim bastió reialista al Riu de la Plata.

## Antecedents
El 25 de maig del 1810 un moviment revolucionari va deposar el virrei Baltasar Hidalgo de Cisneros i va formar un govern a Buenos Aires, la Primera Junta, i no van reconèixer el Consell de Regència d'Espanya i les Índies establert a Cadis.
Això no obstant, tant Montevideo com Paraguai així com les províncies de l'Alt Perú que depenien formalment de Buenos Aires, que era la seu del Virregnat del Río de la Plata, van decidir no adherir-s'hi ni reconèixer la decisió de Buenos Aires i sí que van reconèixer el Consell de Regència d'Espanya i les Índies. Buenos Aires va enviar un exèrcit al nord, la Primera expedició auxiliadora de l'Alt Perú i una altra al Paraguai, sota el comandament de Manuel Belgrano.
Quant al front oriental, com que els unionistes no disposaven d'una flota, no podien fer gaire. Després del fracàs de les negociacions, el comandant de la posta naval José María Salazar va disposar el bloqueig de Buenos Aires, mentre ocupava la resta de pobles de la Banda Oriental que o bé depenien directament de Buenos Aires o s'havien pronunciat a favor de la Junta de Buenos Aires (Colonia i Maldonado).

## Desenvolupament

### LaBanda Oriental

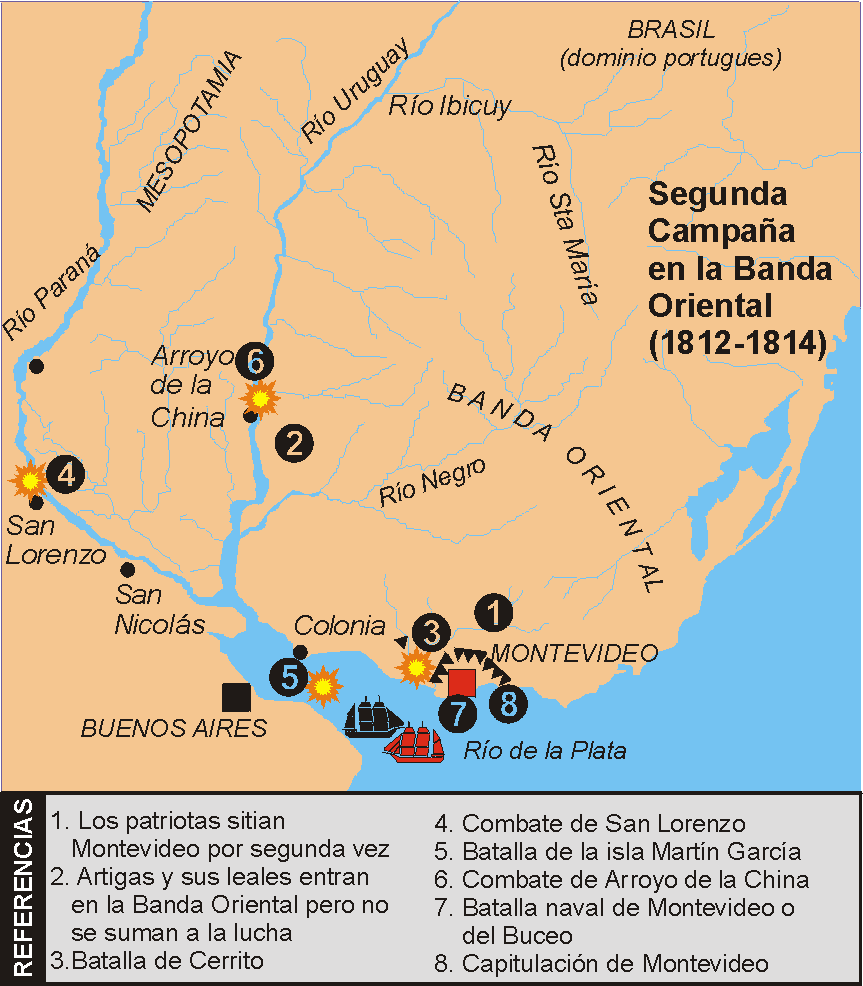
Expedició a la Banda Oriental

L'octubre del 1810 va arribar a Montevideo el general Gaspar de Vigodet que es va fer càrrec del govern. Va enviar una divisió sota el comandament del capità del navili Juan Ángel de Michelena per a interrompre les línies de comunicacions i abastiment de l'exèrcit de Belgrano, el qual després d'ocupar Concepción del Uruguay (Rierol de la Xina) el 6 de novembre, controlava Gualeguaychú i Gualeguay. Els reialistes van intentar llavors ocupar Nogoyà i avançar sobre La Bajada, avui Paranà, però la resistència de les partides de milicians ho van impedir.
El gener del 1811 va tornar a Montevideo Francisco Javier de Elío designat com a virrei del Riu de la Plata. Després que la seva autoritat fos rebutjada per part de Buenos Aires, va declarar la ciutat rebel i va establir la nova capital del virregnat a Montevideo.

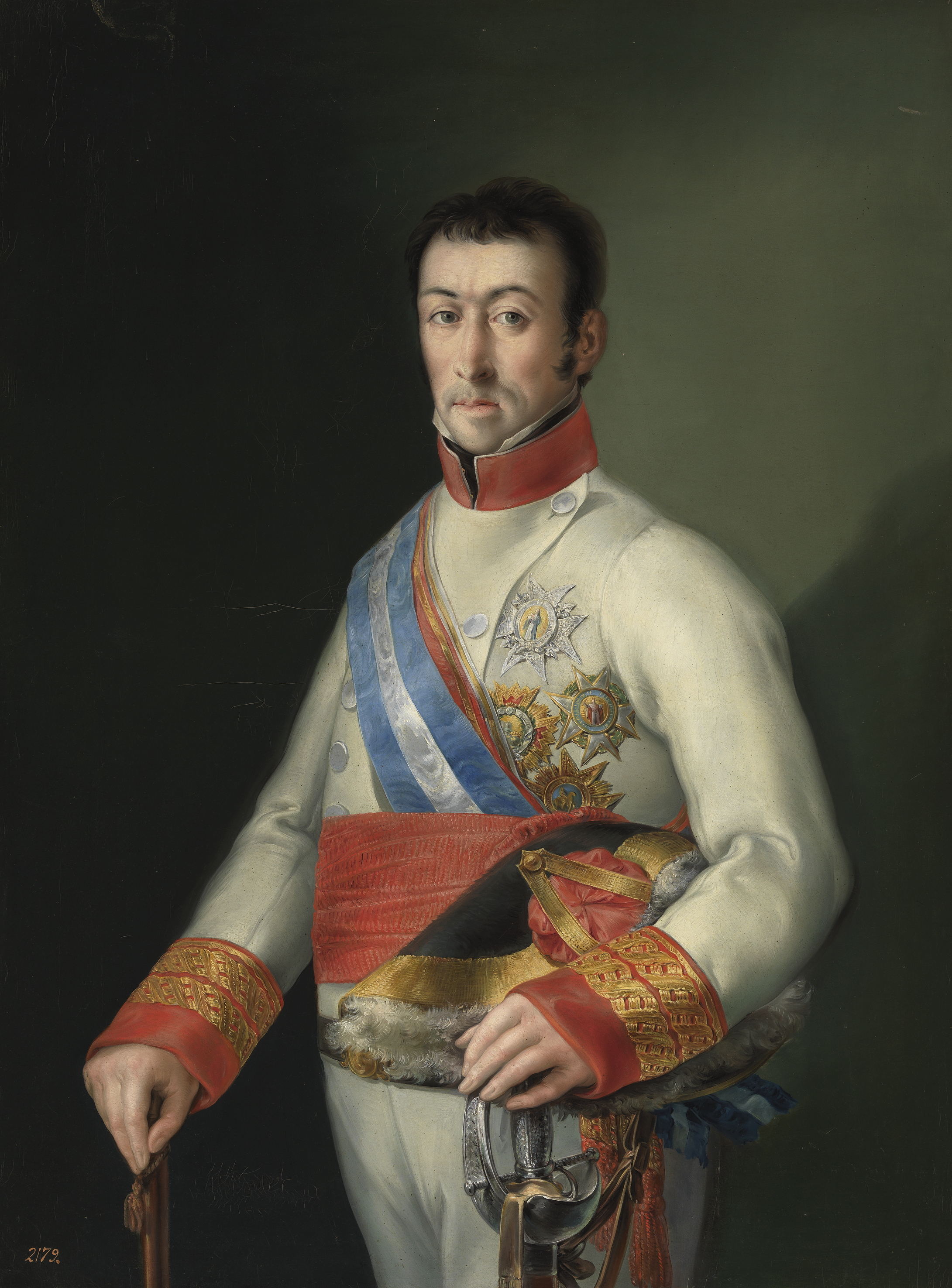
Francisco Javier Elío.

La resposta favorable de la campanya oriental a la Revolució de Maig va anar augmentant, estimulada per les mesures repressives adoptades per Elío. El 28 de febrer del 1811, dos cabdills locals, Venancio Benavídez i Pedro Viera es van pronunciar a Soriano a la vora del rierol Asencio, a favor del govern revolucionari de Buenos Aires. Després del Crit d'Asencio i la revolta de Mercedes i Soriano, la revolta es va anar propagant per la campanya de la Banda Oriental.
Elío no li va donar importància a la revolta i va demorar la resposta militar:
| « | Al principi vaig creure que només eren algunes partides de lladres, però després es van reunir i capitanejats per oficials que havien desertat de les tropes del meu comandament, amb molts soldats de les mateixes i una multitud de gent d'aquesta, nues i sense sostre, que anomenen "gautxos" (era el nom que rebien els habitants de les planes de Sud-amèrica que es dedicaven a l'agricultura), formaren diversos grups; han atacat obertament diversos pobles, han tret els comandants, han arrestat a tot europeu, els han saquejat casa seva, en una guerra oberta i clara contra tot espanyol. | » |

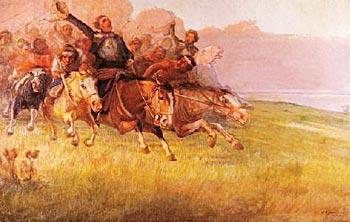
El crit d'Asencio.

El govern de Buenos Aires va donar ordres a Belgrano d'abandonar el Paraguai i dirigir-se amb el seu exèrcit sobre l'Uruguai i el va incorporar la divisió de José Gervasio Artigas com a comandant de milícies i a José Rondeau com a segon de Belgrano. Belgrano volia bloquejar el comerç del Paraguai, però l'esquadra reialista sota el comandament del capità Jacinto de Romarate el va derrotar al Combat de San Nicolás el 2 de març del 1811.
Finalment, els reialistes van haver d'evacuar el marge occidental de l'Uruguai el març del 1811, i amb això la situació tornava als inicis del conflicte: Control de la banda oriental i dels rius interiors pels reialistes i l'occidental pels patriotes.

### Sublevació de la campanya

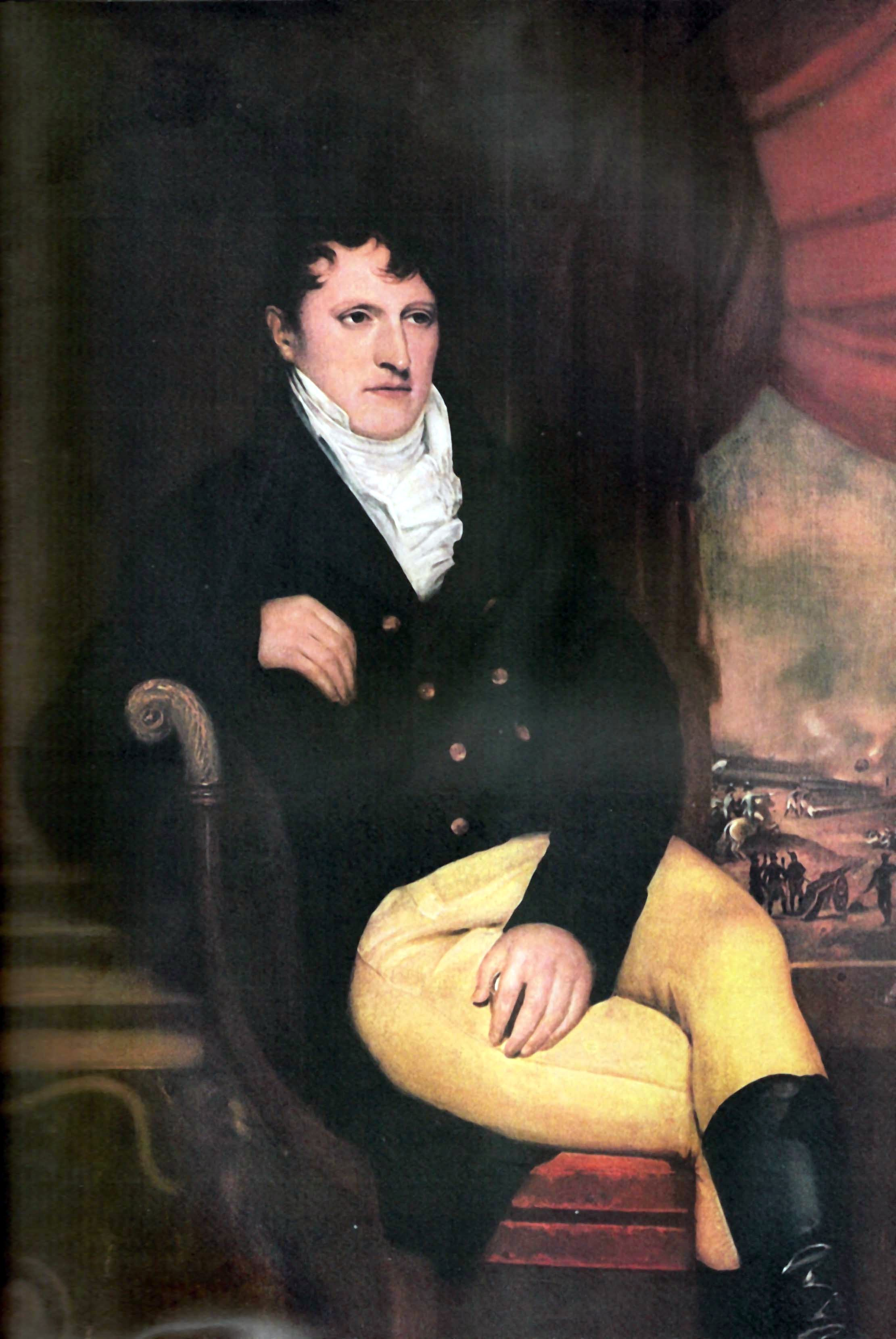
Manuel Belgrano.

L'exèrcit revolucionari sota el comandament de Belgrano, després d'haver reunit les seves forces a Candelaria, Misiones, va travessar la Mesopotamia i va travessar el riu Uruguai i instal·là el seu quarter general a Mercedes a l'abril. Quasi tota la banda Oriental estava en armes, excepte Colonia (a càrrec de Gaspar de Vigodet), Montevideo (Elío), Maldonado (Coronel Francisco Javier de Viana) i altres poblets que tenien alguna guarnició.
Després del moviment dels orilleros (els orilleros són la gent que viuen als afores de la ciutat) del 5 i 6 d'abril del 1811 a Buenos Aires, en una de les pitjors decisions de la història de la revolució, Belgrano va ser cridat el 27 d'abril per a retre comptes de la seva derrota al Paraguai (càrrecs dels quals va ser declarat innocent a l'agost).
Belgrano va desenvolupar una intensa i eficaç activitat diplomàtica amb els líders del Paraguai Fulgencio Yegros i el general Manuel Cabanyas (que desembocaria en la formació d'una junta revolucionària al Paraguai el 14 de maig en el tractat del 12 d'octubre i el tancament del tercer front), amb els portuguesos per a demorar la seva intervenció, i amb Vigodet i els comandants d'esquadres de Montevideo per animar-los a passar-se al moviment. Amb tot va aconseguir reunir un exèrcit de més de tres mil homes, posar ordre en una multitud dispersa de partides rebels, conciliar els conflictes entre els seus líders i els de l'exèrcit de Buenos Aires, i definir un pla d'operacions. En aquest es va definir que Manuel Artigas operaria al nord, José Artigas al centre i Benavídez contra Colonia. El pla avançava i van capitular la població El Colla el 21 d'abril, Minas el 24 d'abril, la caiguda de Canelones i Maldonado el 29 d'abril, la victòria de San José el 25 d'abril i a l'oest va caure Rocha el 7 de maig.
Jose Rondeau va quedar a càrrec de l'exèrcit, i Artigas va quedar com a Comandant Principal de les Milícies Patriòtiques.

### La batalla de Las Piedras

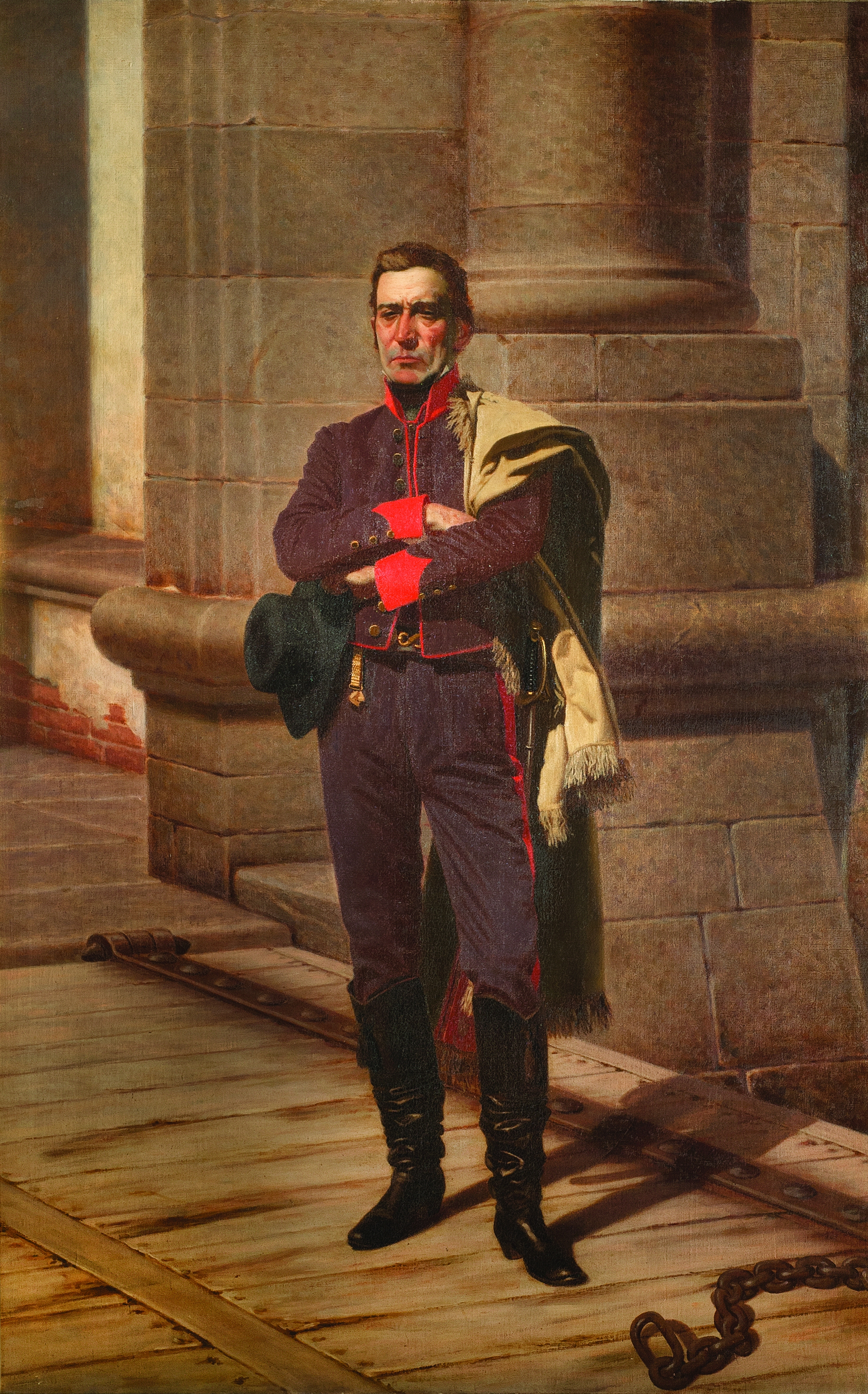
Artigas.

Elío, veient estrènyer-se el setge sobre Montevideo, va enviar al capità de fragata José Posadas amb una divisió de 1230 homes. Posadas va establir el seu campament a Las Piedras, mentre que Artigas el 12 de maig va fer el mateix a Canelones, on arribà a reunir uns 400 homes d'infanteria i 600 de cavalleria.
Al matí del dia 18 es van iniciar els combats. A l'ala dreta sota el comandament del capità Antonio Pérez van aconseguir desallotjar a l'ala esquerra, i amb l'artilleria ubicada a un turó van aconseguir que els reialistes retrocedissin al poble. Allí van ser assetjats i es van rendir en acabar el mateix dia. La divisió completa havia estat aniquilada, i quedaven en mans dels patriotes 482 presoners, inclosos 23 oficials i el comandant.
El triomf de la Batalla de las Piedras va donar als separatistes el domini total de la campanya. Salsazar la va anomenar pèrdua irreparable i cruel catàstrofe doncs en aquesta s'hi va perdre tota la Marina que era el principal suport de Montevideo. Per una altra banda, Benavides havia iniciat el setge de Colonia, defensada per Vigodet, que després de Las Piedras va rebre ordres de replegar-se a Montevideo. El 27 de maig Colònia del Sacramento ja havia estat recuperada.
L'exèrcit revolucionari anava sota el comandament en cap del coronel José Rondeau, el seu cap d'Estat Major Miguel Estanislao Soler, el comandant de la cavalleria el coronel José Gervasio Artigas, i el cap d'infanteria el tinent coronel Martín Galain. L'avantguarda anava sota el comandament del tinent coronel Benito Álvarez i estava format pel batalló de Patricios, dues companyies de blandengues de Montevideo i milícies de cavalleria (1.880 places); La primera divisió sota el comandament del capità José Melián estava formada per dues companyies de Granaders, nou del batalló número dos, dos del batalló Patricios, una d'habitants de Corrientes, i dos de cavalleria oriental (576 places), i 120 dracs a cavall; La segona divisió sota el comandament del tinent coronel Agustín Sosa, formada pel regiment de Granaders de Pardos i Morenos (450 places); La tercera divisió era liderada pel tinent coronel Venancio Benavides i estava formada exclusivament per cavalleria oriental (984 places); I una reserva del capità Rafael Hortiguera, formada per dues companyies del batalló número dos, tres de blandengues, tres de Correntins i una d'infants Correntins (590 places).

## Montevideo assetjada

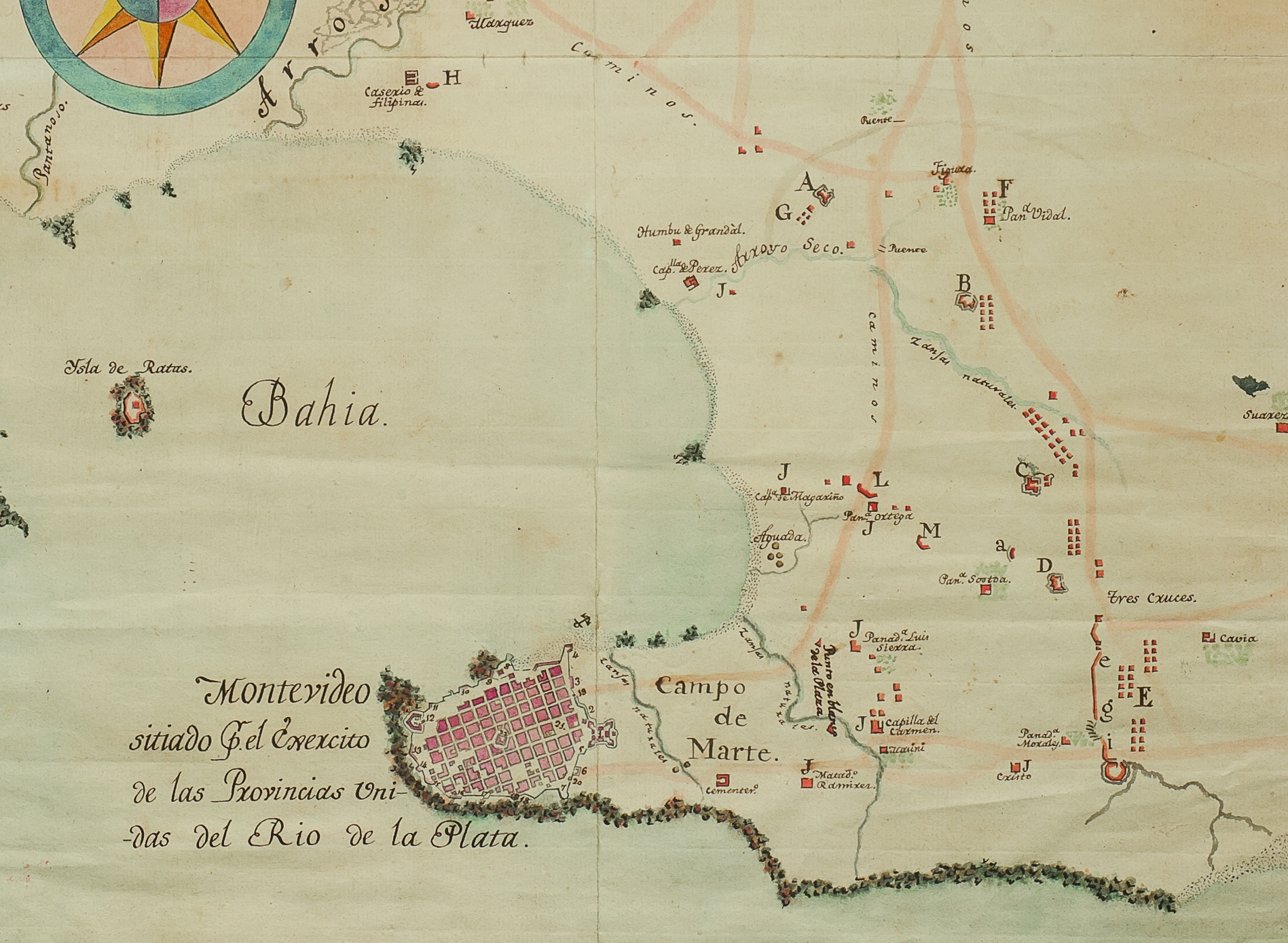
Montevideo

Aprofitant l'efecte de la moral de la seva victòria, Artigas va exigir la rendició de Montevideo. Va ser rebutjada. El 21 de maig va sotmetre a un estret setge privant-la de recursos i establint els seus hostes al Cerrito. Rondeau es va incorporar al setge amb les seves forces i l'estat major l'1 de juny.
La ciutat tenia murs de nou metres d'alçada i sis d'ample, amb quatre bastions envoltades per una fosa. El sistema de defensa de la ciutat es completava amb la Fortalesa del Cerro, el Fort de San José del Real de San Felipe i Santiago, i l'illa de les Rates, ubicada a la badia, que era dipòsit de pólvora i un centre de detencions. La nova bateria i les seves fortificacions, que disposaven de deu canons, sis de 24, dos de divuit i dos de dotze, havia estat dissenyat el 15 de març pel brigadier José del Pozo i Marquy, un enginyer comandant de Montevideo.
No obstant això, el bloqueig era incomplet, ja que l'esquadra reialista mantenia el control del Riu de la Plata i els rius Uruguai i Paranà. Així Montevideo estava encara en condicions d'impedir la caiguda de la ciutat i bloquejar al seu torn per mar al port de Buenos Aires, mentre efectuava incursions als rius interiors per foragitar les poblacions properes, crear o accentuar dimensions i assegurar l'abastiment mínim de la ciutat.

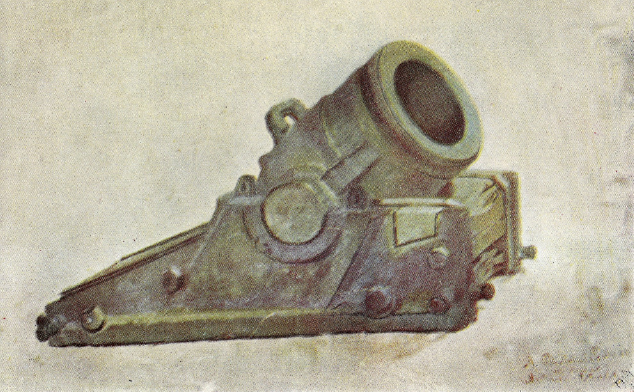
Morter utilitzat en el bombardeig de Montevideo

Amb 50 canyons i el control encara indiscutible del riu, la ciutat era inexpugnable per un exèrcit assetjador d'escassa artilleria, pel que les forces sota el comandament de Rondeau es van limitar fonamentalment a assegurar el control dels accessos a la ciutat de forma que no poguessin proveir-se d'aliments i aigua (els pous quedaven fora dels seus límits) més que per mitjà dels vaixells. Mentrestant, l'artilleria revolucionària bombardejava la ciutat, de dia amb els seus canyons i de nit amb els morters construïts per l'enginyer Àngel Monasterio.

### Illa de les Rates
A mitjans del 1811 el bombardeig als bastions de Montevideo estava a punt de concloure per falta de pólvora pel que es va pensar d'atacar la bateria enemiga a l'illa de les Rates, a la badia de la ciutat, i capturar el dipòsit de pólvora que hi hagués allí. Rondeau i Soler van acordar portar a terme el projecte i van posar sota el comandament de la infanteria i l'operació al capità del Regiment de Dragons de Buenos Aires Juan José Quesada, qui va conformar una força de setanta voluntaris incloent-hi els vogadors procedents de diversos cossos que participaven en el bloqueig.
Quesada va nomenar com a segon seu el tinent dels Dracs José Caparrós, mentre que el comandament de les barques proveïdes per pescadors del rierol Miguelete corresponia al tinent de la Marina Pablo Zufriategui qui tenia per segon al pilot i ajudant interí d'artilleria Vicente Barbas.
L'assalt es va fer efectiu el 15 de juliol del 1811. Després d'atracar els incursors, van reduir el guarda, van eliminar el comandant i van fer rendir la guarnició. Després de carregar vint quintars de pólvora (aproximadament una tona), armament i corretges, van clavar deu canyons i van marxar. A les cinc del matí van arribar a la costa, i van ser rebuts triomfalment pel general Rondeau.

### Intervenció Portuguesa
Elío va buscar l'estratègia d'invertir la situació a la Plata a l'existent a mitjans del 1810. Buenos Aires es retiraria de la Banda Oriental i negaria tot el suport als insurgents i a canvi Montevideo aixecaria el seu bloqueig naval, a l'espera de la resolució del Consell de Regència. Amb Buenos Aires fora, sotmetria les milícies orientals amb l'auxili portuguès. Al març va emetre una proclama amenaçant directament amb la intervenció portuguesa.
| « | El virrei d'aquestes províncies als habitants de tota la campanya de la Banda Oriental del Riu de la Plata: Veïns de tota aquesta campanya, les intrigues i els suggeriments a la desesperada de la Junta de Buenos Aires us han precipitat en el projecte més desbaratat i criminal. Retireu-vos a les vostres cases a gaudir de la vostra tranquil·litat que no se us perseguirà: Altrament la vostra ruïna i la de les vostres famílies serà certíssima. La Junta de Buenos Aires ni vol ni pot donar-vos els auxilis de soldats i armes que us promet, perquè ni els té ni pot passar cap expedició pel riu que no sigui desbaratada pels molts vaixells armats amb què el tinc defensat; Però encara que algun escapés, de què us servirà? Mireu que a les meves ordres entraran quatre mil portuguesos, i amb l'expedició que ha sortit a la campanya, agafats entre dos focs, ni podreu escapar ni llavors us valdrà el penediment: Encara teniu ocasió, retireu-vos, us dic un altre cop, a les vostres cases, i si no m'obeïu, sereu derrotats sense remei i els vostres béns seran confiscats. | » |

La resposta de Venancio Buenavidez va ser "Sr. D. Xavier Elío: Als meus set mil homes disposats i preparats a defensar al nostre sobirà Ferran VII, la pàtria i els seus sagrats drets no se'ls conquereixen amb papers".
El juliol del 1811 l'"exèrcit pacificador de la Banda Oriental" Amb uns quatre mil homes, va envair la Banda Oriental sota les ordres del Capità General del Rio Grande Do Sul, Diego de Souza.
La seva primera divisió sota el comandament del Mariscal Manuel Marques es va concentrar a les proximitats de Bagé i la segona sota el comandament del Mariscal Joaquín Javier Curado als marges de l'Ibirapuitan a San Diego. El 17 de juliol del 1811 va iniciar l'avanç cap al sud travessant el Riu Yaguarón. Al setembre va prendre la Fortalesa de Santa Teresa i el 3 d'octubre va prosseguir la marxa cap a l'oest sense trobar resistència; va arribar a Maldonado a mitjan octubre, on va establir el quarter general.
Mentrestant, Michelena bombardejava Buenos Aires al juliol i a l'agost, amb resultats contraproduents. Lluny d'intimidar la població i forçar les autoritats a acceptar la rendició, la ciutat va radicalitzar la seva posició.

### Armistici
A Rio de Janeiro l'ambaixador britànic al Brasil, Lord Strangford, havia iniciat sense èxit a l'abril un procés de mediació orientat a mantenir l'statu quo que deixés en suspens la disputa de fons entre els juntistes de Buenos Aires i els regentistes de Montevideo.
No obstant això, la situació va canviar. Les notícies de la derrota del 20 de juny del 1811 a la Batalla de Huaqui i la retirada de l'Exèrcit del Nord, sumades a la invasió portuguesa i una tensa situació interna van impulsar la Junta Grande a enviar comissionats davant d'Elío per tal de gestionar un armistici. Però les negociacions van fracassar perquè Elío exigia l'abandó total de la Banda Oriental com a condició per a qualsevol acord.
Aquestes condicions no eren acceptables ni per a l'opinió pública de Buenos Aires ni de bon tros per als orientals. El 10 de setembre del 1811 es van reunir els veïns dels afores de Montevideo convocats per Rondeau amb una delegació del govern de Buenos Aires integrada pel Degà Gregorio Funes, Juan José Paso i Manuel de Sarratea que s'havien manifestat contraris a l'armistici sota aquests termes.
Malgrat tot, en tornar la delegació a Buenos Aires va caure la Junta i el govern el va assumir el Primer Triumvirat, format per Chiclana i els citats Paso i Sarratea. Aquests estaven decidits a avançar amb l'armistici i el 7 d'octubre del 1811 es va tancar un acord pel qual s'aturaven les hostilitats, s'aixecaven els dos bloquejos, es retiraven els exèrcits de Buenos Aires i de Portugal i es lliuraven a Elío les viles d'Entre Rios de Concepció de l'Uruguai, Gualeguay i Gualeguaychú.
El 10 d'octubre, en un paratge conegut com la quinta (o chacra) La Paraguaya, situada a l'actual emplaçament del Parc Central, hi va haver una segona reunió de veïns amb José Julián Pérez, representant del Triumvirat en negociacions amb Elío, sense resultats. El 12 d'octubre es va aixecar el setge a Montevideo i el 20 d'octubre es va signar l'armistici, ratificat l'endemà per Elío i el 24 pel Triumvirat. L'opinió pública unànime no va canviar: els orientals es comprometien a mantenir el setge pels seus propis mitjans, comandats per Artigas.

## Conseqüències
El dia 23 el poble oriental es va reunir a l'Assemblea de San José i va decidir acceptar per obediència l'acord entre el govern de Buenos Aires i els reialistes de Montevideo, però també mantenir-se en armes contra la invasió portuguesa i emigrar del territori novament controlat per Elío; amb això es va iniciar l'Èxode Oriental, en què un nombre aproximat de 16.000 persones entre milicians i civils van partir amb les seves possessions cap al nord, conduïts per Artigas.
La decisió d'abandonar els orientals va enfortir el lideratge d'Artigas i la percepció de constituir si bé no una nació, almenys una entitat social i d'interessos pròpia i la voluntat de construir una organització política que els recolzés davant dels interessos de Buenos Aires que s'havien manifestat clarament indiferents davant del seu destí i havien traït la seva lluita.
Artigas va enviar tropes a les Misiones Occidentales ocupades per forces portugueses, que van reclamar a Buenos Aires que prenguessin mesures contra Artigas. El 16 de març del 1812, Diego de Souza va avançar sobre Paysandú. L'armistici va ser mal vist per tothom. Elío fou rellevat per la Junta de Cadis i Gaspar de Vigodet es va ficar al capdavant del govern. Artigas des dels seus campaments al territori de l'actual província d'Entre Rios, continuava la seva lluita contra portuguesos i reialistes. Els portuguesos, que havien estat requerits i després acomiadats es van negar a fer efectiva l'evacuació del territori oriental. Quant a Buenos Aires, el front nord s'havia estabilitzat, i per això quan Vigodet va exigir al Triumvirat accions contra Artigas, aquest s'hi va negar. El 6 de gener del 1812 el triumvirat va tancar el port de Montevideo i Vigodet va donar implícitament per mort l'armistici.
Després d'un ultimàtum del triumvirat a la cort portuguesa, la mediació d'Anglaterra va aconseguir que el maig del 1812 es firmés un armistici, el Tractat Rademaker-Herrera, que assegurava l'evacuació portuguesa de la Banda Oriental. El govern de Buenos Aires es va consolidar prou per a adquirir armament i prendre avantatge de l'armistici, i poder emprendre l'ofensiva. L'agost del 1812 es va proposar a Vigodet que acceptés l'autoritat del govern de Buenos Aires. Vigodet ho va rebutjar. El Triumvirat va considerar reobertes les hostilitats i va ordenar a Sarratea avançar a la Banda Oriental i iniciar el Segon setge de Montevideo. Artigas se li va sumar.